# Antoni Ros-Marbà
Antoni Ros-Marbà (Hospitalet de Llobregat (Barcelone) 2 avril 1937) est un compositeur et un chef d'orchestre espagnol.

## Biographie
Il a fait ses études au Conservatori superior de música del Liceu de sa cité natale et a continué ses études de direction d'orchestre avec Eduard Toldrà, Sergiu Celibidache, et Jean Martinon
Après la fondation de l'Orchestre symphonique de la radio-télévision espagnole, Ros-Marbà a gagné un concours à la suite duquel il a été nommé directeur de cet orchestre. Il a été également directeur de l'Orchestre symphonique de Barcelone et professeur du Conservatori superior de música del Liceu. En 1978 il est devenu directeur de l'Orchestre national d'Espagne, poste qu'il a gardé jusqu'en 1981. Il a aussi dirigé, entre 1979 et 1986, l'Orchestre de Chambre de Hollande, plus un grand nombre d'orchestres prestigieux dans le monde.
Il a entraîné le dernier Giravolt de maig réalisé par Eduard Toldrà : «J'ai travaillé directement avec lui. Accompagner les chanteurs au piano, ce fut un moment merveilleux», raconte Ros-Marbà. En 1992, j'ai participé à la première représentation théâtrale de l'unique opéra de Robert Gerhard, La Dueña, au Teatro de la Zarzuela et au Gran Teatre del Liceu.
Il a collaboré à la mise au point du disque "Ara que tinc vint anys", en 1967, de Joan Manuel Serrat, ainsi qu'à la direction musicale de sept des dix thèmes que comporte le disque. Plus tard, en 1968, il a collaboré tant à la direction musicale qu'à la mise au point du disque "Cançons Tradicionals" y "Mediterráneo" en 1971, également de Joan Manuel Serrat, en compagnie de Juan Carlos Calderón et Gian Piero Reverberi.
Il a été invité en 1978 par Herbert von Karajan à diriger l'Orchestre philharmonique de Berlin.
Il a collaboré au Festival Mozart de Madrid et à d'autres festivals espagnols.
Il a reçu le Prix national de musique de Catalogne et la Creu de Sant Jordi de la Generalitat de Catalogne.
Il est le co-auteur avec Ramon Solsona i Sancho de l'hymne du centenaire en 1998 du FC Barcelone.
Parmi sa discographie, on peut noter ses enregistrements d'opéras et zarzuelas: Doña Francisquita, Luisa Fernanda, Bohemios, La verbena de la Paloma et The Duenna.
Actuellement il est directeur titulaire de la Real Filharmonía de Galicia (es), charge qu'il occupe depuis janvier 2001.
Une sélection de partitions de Antoni Ros-Marbà est conservée à la Biblioteca de Catalunya. Cette sélection comprend des partitions de l'époque où il collaborait avec l'Esbart Verdaguer.
Antoni Ros-Marbà reçoit en 2023 la Médaille d'or du mérite des beaux-arts, décernée par le Ministère de l'Éducation, de la Culture et des Sports espagnol.